# Поток (Львовская область)
Поток (укр. Потік) — село в Старосамборской городской общине Самборского района Львовской области Украины.
Население по переписи 2001 года составляло 136 человек. Занимает площадь 0,1 км². Почтовый индекс — 82074. Телефонный код — 3238.